# Kenny Wormald
Kenny Wormald (Boston, Massachusetts, 27 de julho de 1984) é um ator e dançarino estadunidense mais conhecido por seu papel em Center Stage: Turn It Up, de 2008. Também aparece na regravação do musical: Footloose (2011). Kenny aparece também no videoclipe de Jojo em "Baby It's You". O ator frequentou a escola de Stoughton High School e o Sherry Gold Dance Studios (conhecido como "The Gold School").

## Filmografia
| Ano  | Filme                    | Papel          | Notas        |
| ---- | ------------------------ | -------------- | ------------ |
| 2008 | Center Stage: Turn It Up | Tommy Anderson | Protagonista |
| 2011 | Footloose                | Ren McCormack  | Protagonista |
| 2013 | God Only Knows           | Vito Tortano   |              |
| 2013 | Kid Cannabis             | Topher         |              |
| 2013 | Cavemen                  | Pete           |              |
| 2014 | The Living               | Gordan         |              |
| 2014 | It Snows all the Time    | Art            |              |
| 2014 | Love & Mercy             |                |              |
| 2016 | Honey 3: Dare to Dance   | Erik Wildwood  |              |